# Condado de Mitchell (Kansas)
O Condado de Mitchell é um dos 105 condados do estado americano de Kansas. A sede do condado é Beloit, e sua maior cidade é Beloit. O condado possui uma área de 1 861 km² (dos quais 49 km² estão cobertos por água), uma população de 6 932 habitantes, e uma densidade populacional de 4 hab/km² (segundo o censo nacional de 2000). O condado foi fundado em 26 de fevereiro de 1867.